# Cnemo

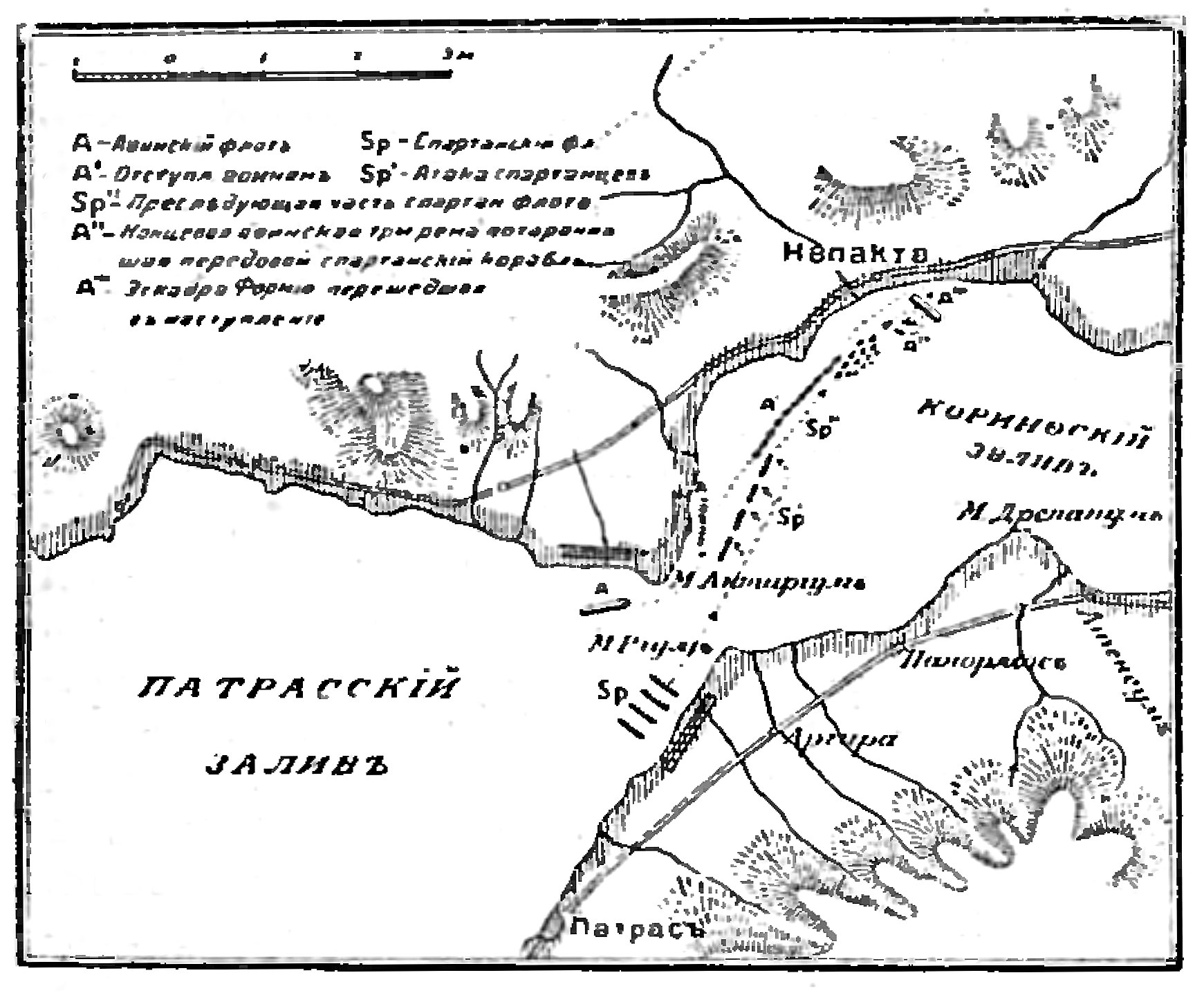
La batalla de Naupacto fue una batalla naval de la Guerra del Peloponeso. La batalla, que tuvo lugar una semana después de la victoria ateniense en Río, enfrentó a una flota ateniense de veinte naves, comandada por Formión, contra una flota peloponesia de setenta y siete naves, comandada por Cnemo.

Cnemo (en griego: Κνῆμος) fue el navarco (almirante) de la flota espartana durante el segundo y tercer año (430-29 a. C.) de la guerra arquidámica. Durante su mando, Cnemo supervisó una serie de operaciones que fracasaron. Como resultado, los espartanos empezaron a cuestionar el liderazgo de Cnemo y enviaron a varios consejeros para ayudarle en su mando.

## Servicio militar

### Campaña de Zacinto
La primera operación militar de la que se tiene constancia durante la guerra arquidámica, tuvo lugar en el verano del 430 a. C. en la isla de Zacinto. Dado que la isla estaba poblada por aqueos que se habían aliado con Atenas, Cnemo dirigió una expedición, compuesta por espartanos y sus aliados, contra la isla[ La fuerza expedicionaria constaba de 100 barcos, que transportaban un total de 1000 hoplitas espartanos. Aunque las fuerzas de Cnemo destruyeron gran parte de Zacinto, cuando se dieron cuenta de que la población de la isla se negaría a rendirse, la fuerza expedicionaria regresó a casa, habiendo conseguido poco[.

### Campaña de Acarnania
El verano siguiente a la Campaña de Zacinto (429 a. C.), Cnemo dirigió una expedición contra Acarnania. Dos de los aliados de Esparta, los ambraciotas y los caones, habían convencido a los espartanos para que invadieran Acarnania con el propósito de capturar finalmente las islas de Cefalonia y Zacinto. Según argumentaban los ambraciotas y los caoness, si la campaña tenía éxito, los espartanos ganarían posiciones estratégicas, lo que les permitiría complicar la navegación de los atenienses por el Peloponeso. Como resultado de estas urgencias, los espartanos decidieron enviar una fuerza terrestre, liderada por Cnemo, al golfo de Ambracia para preparar la invasión de Acarnania. Al mismo tiempo, los aliados de los espartanos, incluidos Corinto, Sición, Léucade, Anactorio y Ambracia, se prepararon para enviar una flota que limitara la capacidad de movimiento de los acarnanios de la costa contra la fuerza terrestre espartana en el interior de Acarnania.
La fuerza terrestre de Cnemo estaba compuesta tanto por helenos como por bárbaros. Las fuerzas helenas incluían 1000 hoplitas espartanos, así como ambraciotas, leucadios y anactorios. Además de 1000 caones, las fuerzas bárbaras incluían tesprotos y molosos, entre otros.
Tras la llegada de la fuerza terrestre al golfo de Ambracia, en lugar de esperar a que llegara también la flota aliada, Cnemo comenzó a avanzar con sus tropas hacia la capital acarnania de Estrato, destruyendo por el camino la aldea Anfiloquía de Limnea. Cnemo creía que con la conquista de Estrato, el resto de Acarnania caería rápidamente bajo control espartano. A medida que la fuerza terrestre se acercaba a Estrato, Cnemo dividió sus tropas en tres divisiones. La división izquierda estaba formada por espartanos y ambraciotas, con el propio Cnemo al frente. La división central contenía caones y otros bárbaros. La división derecha estaba formada por leucadios y anactorios. El plan de Cnemo era que las tres divisiones acamparan fuera de Estrato y se reagruparan para atacar las murallas de la ciudad si fracasaban las negociaciones con los habitantes de Estrato. Sin embargo, mientras las divisiones izquierda y derecha (las divisiones helénicas) encontraban posiciones adecuadas y comenzaban a acampar, la división central, liderada por los caones, continuó avanzando. Sin que Cnemo o las otras divisiones conocieran sus intenciones, la división central intentó capturar Estrato en solitario porque, según el historiador Tucídides, esperaban asegurarse toda la gloria de la batalla. Viendo el avance de la división central, los habitantes de Estrato se atrincheraron y prepararon emboscadas por toda la ciudad. A su llegada, la división central se enfrentó a las fuerzas de Estrato en un combate cuerpo a cuerpo. Cogida por sorpresa, la división central fue derrotada y huyó de vuelta al campamento de Cnemo. Las divisiones acampadas, que solo se dieron cuenta de lo que había sucedido cuando la división central huyó en medio de ellos, formaron filas y mantuvieron su posición durante el resto del día. Los estracios, a falta de refuerzos, no se enfrentaron a la fuerza terrestre de Cnemo.
Aquella noche, Cnemo alejó sus fuerzas de Estrato. Al día siguiente, sabiendo que llegaban refuerzos acarnanianos desde la costa, se retiró a la ciudad aliada de Eníadas. Desde Eníadas, la fuerza terrestre se disolvió, regresando cada grupo a su país de origen.
Al mismo tiempo que la batalla de Estrato, la flota que debía apoyar a Cnemo fue arrastrada a la batalla de Naupacto por el almirante ateniense Formión. Como no esperaba participar en una batalla naval, la flota espartana estaba formada principalmente por barcos aptos para el transporte de tropas más que para el combate. Esto, junto con el hecho de que los hombres de Formión tenían más experiencia en la guerra naval que los espartanos, dio a Formión la confianza para atacar a los cuarenta y siete barcos espartanos con sus veinte. Aprovechando la inexperiencia de la flota espartana, Formión desarrolló una estrategia para crear confusión entre los barcos espartanos y así pudo derrotar a sus fuerzas, capturando doce barcos enemigos al final de la batalla. Los barcos espartanos supervivientes navegaron a Cilene, donde se reagruparon con Cnemo.

### Consecuencias de la campaña de Acarnania
Al recibir la noticia del fracaso de la campaña de Acarnania, los espartanos se mostraron muy descontentos con el mando de la flota por parte de Cnemo. Aunque Cnemo no estuvo presente en la derrota de la fuerza naval espartana en Naupacto, ya que él mismo estaba ocupado en Estrato, al ser el almirante de toda la expedición, los espartanos consideraron a Cnemo responsable.
Como resultado, los espartanos enviaron a tres comisarios, Timócrates, Brásidas y Licofrón, para suplir lo que consideraban falta de energía de Cnemo y ayudarle a reorganizar la flota. Los espartanos, por su parte, no estaban dispuestos a reconocer que la menor fuerza naval ateniense había derrotado a la flota espartana en Naupacto debido a su mayor experiencia en el mar.

### Segunda batalla naval en Naupacto
Con la llegada de los tres comisionados espartanos a Cilene, Formión comenzó a preparar sus barcos para una segunda batalla naval. Cnemo tenía ahora setenta y siete barcos bajo su mando y echó el ancla en Río.  Formión, con los mismos veinte barcos de su victoria en Naupacto, navegó costeando hasta Río de Molicrio, donde ancló los trirremes, justo enfrente de los espartanos en la desembocadura del golfo de Crisa. Conscientes de que Formión había solicitado refuerzos a Atenas, Cnemo y los demás comandantes espartanos trataron de enfrentarse a los atenienses lo antes posible. También deseaban librar la batalla entre los ríos de Molicrio, para que los atenienses no pudieran emplear la misma estrategia que habían utilizado en la primera batalla de Naupacto. Sin embargo, al ver que las tropas espartanas tenían miedo ante la perspectiva de la batalla, Cnemo y los comandantes espartanos tuvieron que dar una arenga a sus tropas antes de que pudieran comenzar el combate. El discurso consistió en gran parte en ensalzar el valor nativo de los espartanos y su superioridad numérica, así como en culpar de la derrota anterior en Naupactus a la mala suerte y a la falta de experiencia naval de los espartanos.
Dado que Cnemo y los comandantes espartanos deseaban librar la batalla en los estrechos entre los dos Ríos, Río de Acaya (aliada de los espartanos) y Río de Molicria (aliado de los atenienses), ordenaron a sus naves navegar hacia Corinto con la esperanza de que Formión interpretara su partida como un movimiento para atacar la ahora desguarnecida Naupacto y les siguiera hasta los estrechos. No está claro si este era el plan de Cnemo o el de uno de sus asesores; no obstante, Cnemo fue el responsable de acordar la ejecución del plan. Formión, picando el anzuelo de los espartanos, ordenó a sus barcos navegar a lo largo de la costa, en fila india, hacia Naupacto. Aprovechando la posición expuesta de los atenienses, los espartanos viraron rápidamente su formación, con la esperanza de cortar el paso a los atenienses antes de que llegaran a Naupacto. Once de los barcos atenienses escaparon a la maniobra de los espartanos; nueve barcos fueron inutilizados por los espartanos.
Con la destrucción de casi la mitad de la flota ateniense, la estrategia espartana parecía ser un éxito. Los once barcos atenienses restantes huyeron a Naupacto, perseguidos por veinte barcos espartanos. Diez de los barcos atenienses llegaron a la orilla de Naupacto y se posicionaron para repeler un ataque, en caso de que los espartanos los persiguieran más. Sin embargo, un barco ateniense permaneció en mar abierto y estaba siendo perseguido de cerca por un solo barco espartano. De repente, el barco ateniense se dio la vuelta y hundió a su perseguidor. El resto de los espartanos perseguidores, descuidados por su prematura sensación de victoria y sorprendidos por la visión de uno de sus propios barcos hundido por un enemigo que aparentemente se había estado retirando, fueron repentinamente invadidos por una sensación de pánico. Los espartanos detuvieron rápidamente su persecución y, como consecuencia de su falta de familiaridad con la geografía local, encallaron varias de sus naves. Aprovechando el caos entre los espartanos, los atenienses lanzaron un ataque en el que capturaron seis naves espartanas y recuperaron las nueve naves que habían perdido anteriormente. Los espartanos procedieron a retirarse a Panormo de Acaya, ciudad colonia de Corinto, situada en la costa septentrional del golfo de Corinto, al sudoeste de Naupacto. Entre los muertos espartanos se encontraba el consejero de Cnemo, Timócrates, quien, habiendo estado a bordo del primer barco espartano hundido, se suicidó por vergüenza. Aunque más tarde ambos bandos se atribuyeron la victoria, los espartanos, preocupados por el inminente refuerzo ateniense, se retiraron a Corinto.

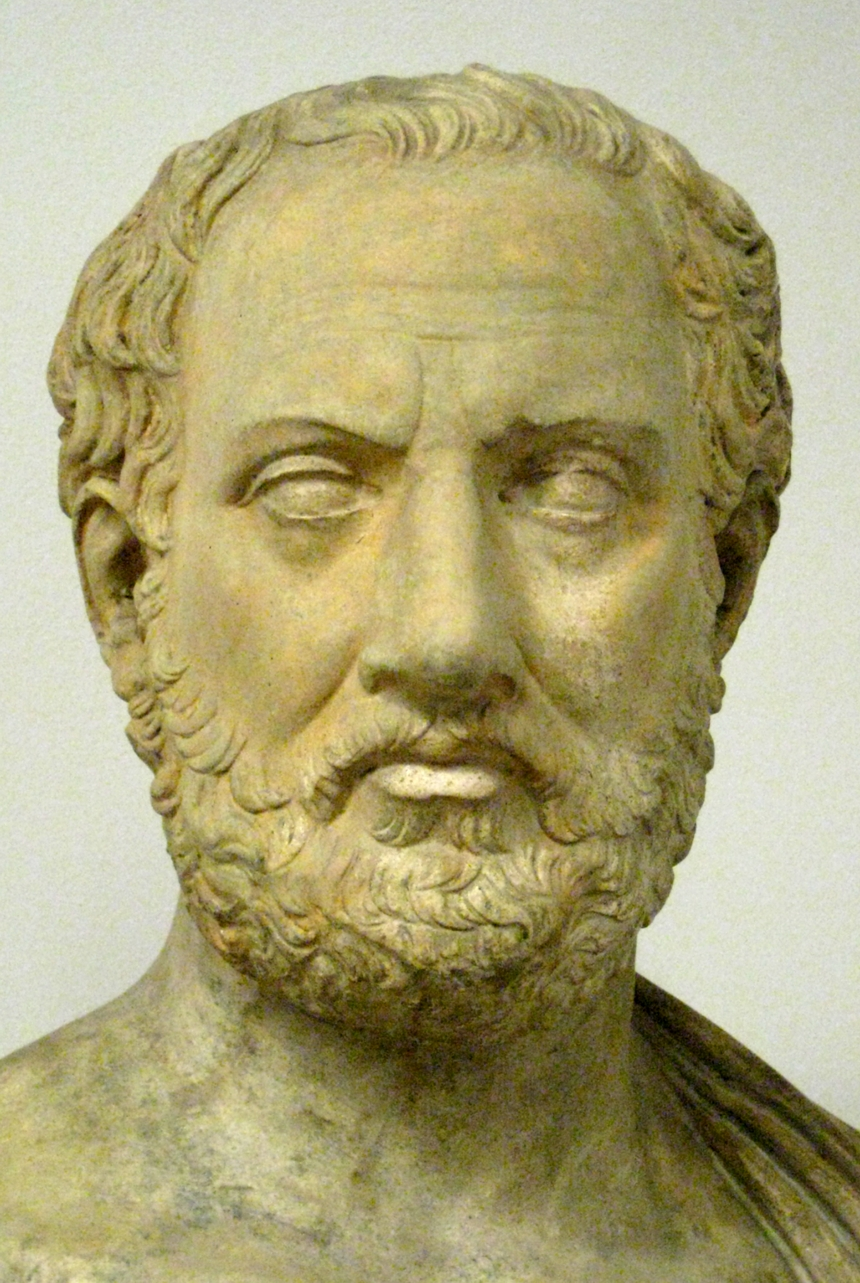
Algunos estudiosos afirman que Tucídides da a entender en su Historia de la Guerra del Peloponeso que Cnemo tomó la decisión de abortar el plan de Mégara.

### Complot para capturar el Pireo
Tras llegar a Corinto, Cnemo y Brásidas se dejaron convencer por los megarenses para lanzar un ataque contra el puerto de Atenas, el Pireo. Aunque la culpa de la segunda derrota de los espartanos en Naupacto recayó principalmente en la inexperiencia de sus marineros, la voluntad de Cnemo de retirarse a Corinto en lugar de volver a enfrentarse a los atenienses cimentó la percepción de los espartanos de que carecía de energía como líder. Por lo tanto, aunque no se sabe explícitamente por qué Cnemo y Brásidas aceptaron el plan de Mégara, algunos estudiosos han especulado con que ninguno de los dos estaba deseoso de regresar a Esparta sin haber obtenido al menos una victoria. Cruzando de Corinto a Mégara, los espartanos planeaban lanzar cuarenta naves y tomar a los atenienses por sorpresa. Los atenienses, conscientes de su superioridad naval, nunca esperaron un ataque naval abierto contra el Pireo. Como resultado, no había ninguna flota posicionada para defender el puerto. Aunque en un principio la ejecución del plan de Mégara parecía ir bien, la noche en que los espartanos comenzaron a navegar hacia el Pireo, temieron el riesgo que ello implicaba y alteraron su plan hacia el objetivo menos ambicioso de atacar el fuerte ateniense de Salamina. Aunque se desconoce quién fue el responsable de la decisión de abortar el plan de atacar el Pireo, ciertos estudiosos afirman que Tucídides, en su Historia de la guerra del Peloponeso, da a entender que Cnemo fue el responsable. Cuando los espartanos atacaron, tomaron a los atenienses por sorpresa, capturando tres barcos atenienses y causando daños en toda la isla. Sin embargo, los salaminos pudieron enviar una señal a Atenas, notificándoles el ataque. Los atenienses, pensando que los espartanos ya estaban atacando el Pireo o estaban a punto de hacerlo, entraron en pánico. Al día siguiente, los atenienses reunieron una fuerza terrestre para reforzar las defensas del Pireo y lanzaron su flota para defender Salamina. Los espartanos, al darse cuenta de esto, huyeron de vuelta a Mégara. Como resultado de este incidente, los atenienses desarrollaron una serie de medidas para proteger mejor el Pireo en el futuro. Sin embargo, Cnemo y Brásidas habían logrado finalmente una victoria que les permitió regresar a Esparta sin deshonra.

## Cnemo en laHistoria de la Guerra del Peloponeso
Según H.D. Westlake, Cnemo fue caracterizado por Tucídides en la Historia de la Guerra del Peloponeso como un líder militar espartano prototípico con el fin de extraer la lección general de la insuficiencia del liderazgo espartano convencional. En la caracterización de Tucídides, las similitudes de Cnemo con el posterior comandante de la flota espartana, Álcidas, pueden haber sido exageradas para contrastar y enfatizar el liderazgo superior del heterodoxo Brásidas. Así, como argumenta Westlake, Cnemo puede haber sido injustamente representado por Tucídides como el principal responsable de los diversos fracasos militares de los espartanos.